# Chiriguaná
Chiriguaná é um município da Colômbia, localizado no departamento de Cesar.